# Dave Gilbert (Spieleentwickler)
Dave Gilbert bzw. David Gilbert (* 1976) ist ein amerikanischer Computerspieldesigner. Er gründete 2006 in New York das unabhängige Entwicklungsstudio Wadjet Eye Games und veröffentlichte selbst produzierte Adventure-Spiele wie The Shivah und die Blackwell-Serie.

## Frühe Jahre
Gilbert entdeckte seine Liebe zu Adventure-Spielen im Alter von zehn Jahren, als seine Mutter ihm das Textadventure Wishbringer der US-Firma Infocom schenkte. Fünfzehn Jahre später, 2001, entwickelte er mit Repossessor sein erstes eigenes Adventure-Spiel, wobei er sich des  von Ben „Yahtzee“ Croshaw begründete und von weiteren Entwicklern verwendete Spieleuniversum der Reality-on-the-Norm-Reihe bediente. Drei weitere Spiele dieser Serie folgten bis zum Jahr 2003. In dieser Zeit war die Spieleentwicklung nur Nebenerwerb oder Hobby, parallel zu seiner Arbeit als Englischlehrer in Asien. Es folgte das Freeware-Spiel Two of a Kind, bei dem er erstmals auch in einem Team produzierte. Der Versuch, mit einem Team von Grafikern ein Adventure vom Umfang kommerzieller Spiele mit Namen Bestowers of Eternity zu produzieren, scheiterte, da Gilbert sich organisatorisch übernommen hatte. Ab diesem Zeitpunkt beschränkte er sich auf die Produktion von Spielen mit geringem Umfang, um eine das Team motivierende schnelle Fertigstellung zu gewährleisten.

## Karriere
Im Jahr 2006 entschloss er sich, professioneller Spieleentwickler zu werden, und verlegte seinen Wohnsitz nach New York, wo er die Firma Wadjet Eye Games gründete.
Sein erster kommerzieller Erfolg war The Shivah, ein Adventure, in dem Gilberts religiöse Herkunft mitschwingt. Es wird aus der Perspektive eines Rabbis erzählt und behandelt einen Kriminalfall mit Bezug zum Judentum in der amerikanischen Gesellschaft. In der Tageszeitung New York Times, auf CNN und in der israelischen Presse wurde aufgrund der darin behandelten gesellschaftlichen Aspekte, über die Veröffentlichung des Spieles als „interessante Neuigkeit aus dem Spielemarkt“ berichtet. Gilbert hatte zuvor bereits eine abgespeckte Version des Spiels als Freeware vertrieben und wagte mit einer überarbeiteten, hochwertigeren Version den Sprung in die Selbständigkeit.
Mit dem Adventure The Blackwell Legacy setzte er den Grundstein für eine fünfteilige Spieleserie, die er zwischen 2006 und 2014 entwickelte. Der fünfte und letzte Teil, The Blackwell Epiphany (deutsch: Blackwell Erscheinung), wurde am 24. April 2014 veröffentlicht. Die auf der Engine Adventure Game Studio (AGS) entwickelte Spielserie erhielt mehrere Auszeichnungen und wurde von namhaften Computerzeitschriften positiv bewertet.

## Auszeichnungen
- 2001–2007: Gewinner von zehn AGS Awards in unterschiedlichen Kategorien[7]
- 2007: Nominierung für die Game Developers Choice Awards

## Ludografie

### Freeware
- 2001: The Repossessor (Reality-on-the Norm)
- 2002: The Postman Only Dies Once (Reality-on-the Norm)
- 2003: Purity of the Surf (Reality-on-the Norm)
- 2004: A Better Mousetrap (Reality-on-the Norm)
- 2004: Bestowers of Eternity — Part One
- 2005: Two of a Kind

### Kommerziell
- 2006: The Shivah
- 2006: The Blackwell Legacy
- 2007: Blackwell Unbound
- 2009: Emerald City Confidential
- 2009: Blackwell Convergence
- 2011: Blackwell Deception
- 2014: Blackwell Epiphany
- 2015: Technobabylon
- 2016: Shardlight
- 2018: Unavowed